# Gamesa
Gamesa Corporación Tecnológica war ein börsennotierter Hersteller von Windkraftanlagen mit Sitz in Zamudio bei Bilbao in der nordspanischen Provinz Vizcaya.
Neben Windkraftanlagen stellte Gamesa auch Photovoltaikanlagen und Solarparks her. Gemessen an der neu installierten Leistung von 3700 Megawatt war Gamesa im Jahr 2016 nach Vestas, GE Wind Energy und Goldwind weltweit der viertgrößte Hersteller bei Onshore-Windkraftanlagen (2015: 3100 MW). Im April 2017 ging das Unternehmen nach Fusion mit der Windenergiesparte von Siemens im neu gegründeten Unternehmen Siemens Gamesa auf. Kurz nach der Übernahme wurden viele Mängel bekannt, sodass es zu einem starken Wertverlust des Unternehmens kam und staatliche Garantien gefordert wurden.

## Geschichte

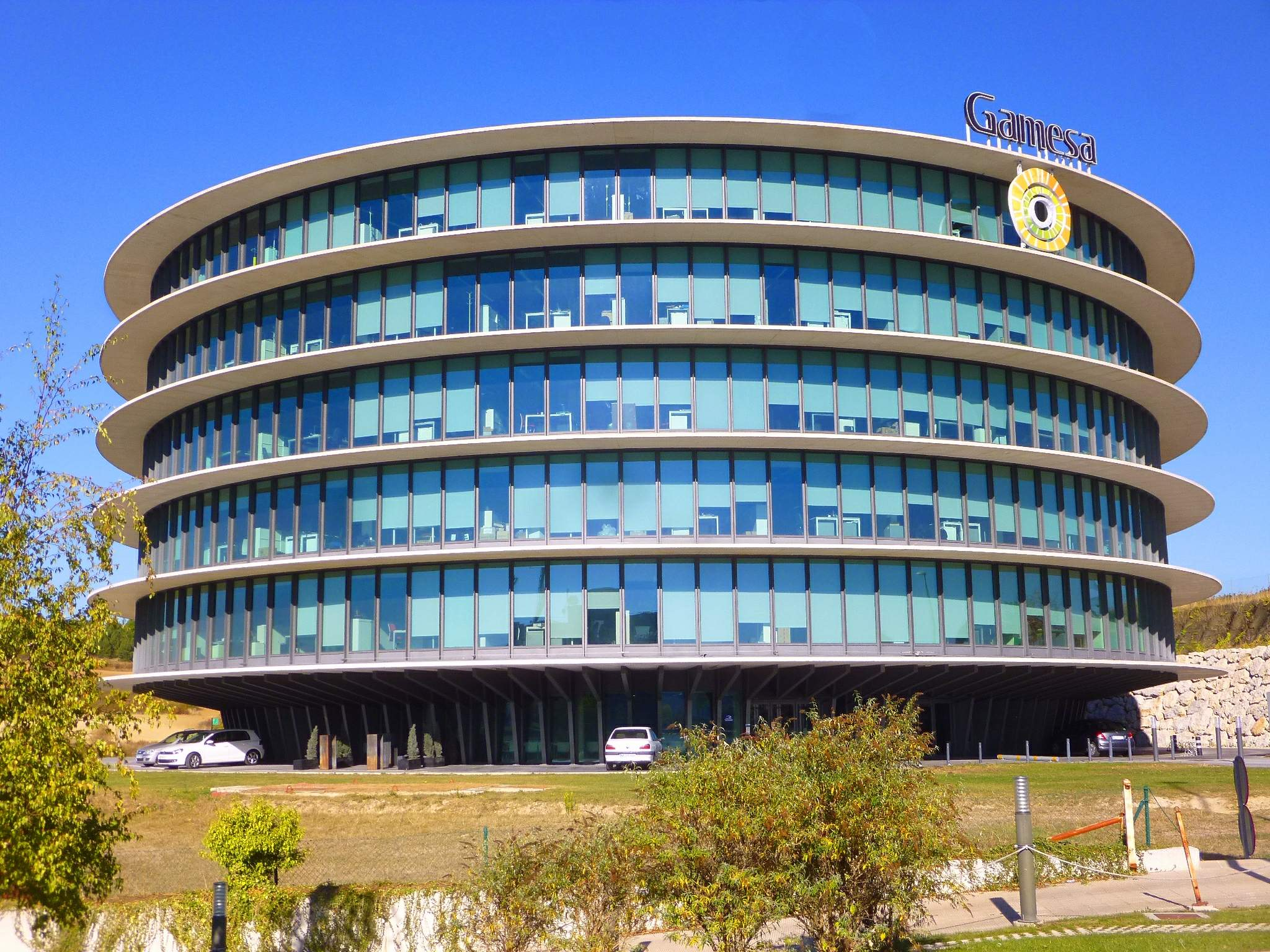
Gamesa Innovationspark in Navarra

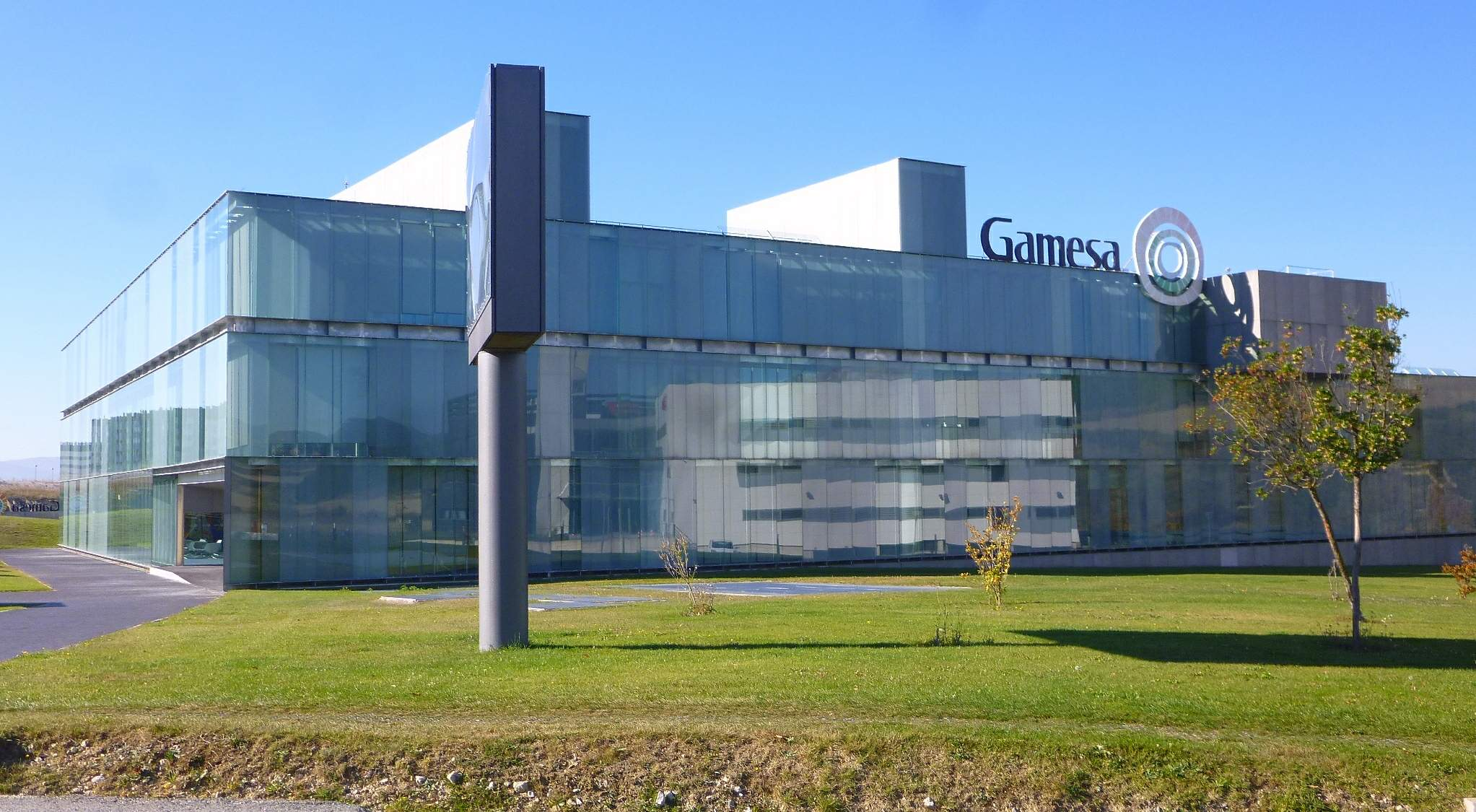
Gamesa Innovationspark in Navarra

Das Unternehmen wurde 1976 als Grupo Auxiliar Metalúrgico, SA als Maschinenbauunternehmen gegründet; ab den frühen 1990er Jahren ist das Unternehmen als Zulieferer in der Luftfahrtindustrie und im Bau von Windenergieanlagen tätig.
Im Bereich der Windenergie war zunächst der dänische Windenergieanlagenhersteller Vestas Wind Systems als technischer Partner mit 40 % an Gamesa beteiligt. Der Vertrag über die technische Zusammenarbeit beider Unternehmen sah vor, dass Gamesa das Angebot der Windenergieanlagen auf Spanien, Lateinamerika und Nordafrika begrenzt. Mit Zustimmung von Vestas durften Gamesa-Anlagen auch in anderen Regionen angeboten werden. Die Anlagen beider Unternehmen aus dieser Zeit waren technisch vergleichbar. Im Jahr 2001 verkaufte Vestas seinen Anteil an Gamesa für umgerechnet 287 Mio. Euro. Der Verkauf sah außerdem einen Technologietransfer zugunsten Gamesa für die Anlagen G52, G58, G66 und G80 vor.
Im Jahr 2000 erfolgte der Börsengang und wenig später wurden die historischen Aktivitäten in der Luftfahrt- und Automobilzuliefertätigkeiten abgegeben. Die Aktivitäten von Gamesa bestanden von diesem Zeitpunkt an aus der Herstellung und Wartung von Windturbinen sowie der Entwicklung und dem Bau von Windparks.
Im Jahr 2003 übernahm Gamesa den früheren spanischen Windkraftanlagenhersteller Made.
Vier Anlagen des Herstellers vom Typ AE-59/800kW, welche 2003 errichtet wurden, stehen im Windpark Es Milà auf Menorca.
Das Unternehmen war in den Ländern Spanien, Argentinien, Australien, Brasilien, China, Dänemark, Deutschland, Frankreich, Griechenland, Italien, Mexiko, Polen, Portugal, Dominikanische Republik, Uruguay, Vereinigtes Königreich und in den Vereinigten Staaten tätig. Die deutsche Tochterfirma mit Sitz in Oldenburg firmierte unter Gamesa Energie Deutschland GmbH. Das 2005 gegründete Unternehmen entwickelt Windparks in Deutschland und wurde 2019 von enercity übernommen.
Im Juni 2009 wurde der Prototyp der G128-4.5MW, mit 4,5 Megawatt Nennleistung im Windpark Jaulín in Betrieb genommen. Mit einem Rotordurchmesser von 128 Metern war sie zu diesem Zeitpunkt die Windkraftanlage mit dem größten Rotor der Welt und damit größer als zum Beispiel die Enercon E-126.
Gamesa war seit Dezember 2013 wieder Teil des Börsenindex IBEX 35.
Am 9. März 2015 wurde die Zusammenarbeit von Gamesa und dem französischen Industriekonzern Areva im Windenergie-Offshore-Bereich bekannt. Die Offshore-Windenergieanlagen beider Unternehmen wurden seitdem unter der Firma Adwen angeboten. Nach einer Entscheidung des Areva-Verwaltungsrats im September 2016 hat Areva seine Adwen-Anteile an Gamesa verkauft. Die Adwen GmbH hat ihren Sitz in Bremerhaven und ist Nachfolgerin der AREVA Wind GmbH (davor: MULTIBRID GmbH).
Das spanische Energieversorgungsunternehmen Iberdrola hielt Anfang 2016 knapp 20 % an Gamesa. Im Juni 2016 wurde bekannt, dass sich Siemens und Gamesa grundsätzlich auf eine Fusion ihrer Windenergie-Geschäfte geeinigt haben. Abgeschlossen wurde die Fusion zwischen Siemens Wind Power und Gamesa zum 3. April 2017, indem Siemens 59 % der Geschäftsanteile an Gamesa erwarb. Mit Fusion wurde die Marke Siemens Gamesa Renewable Energy eingeführt. Adwen musste infolge der Fusion die Produktion in Bremerhaven-Luneort im Juni 2017 einstellen, da Siemens beschlossen hatte, stattdessen den Standort Cuxhaven auszubauen.
Der Hauptsitz und die Zentrale für die Onshore-Aktivitäten verblieben in Spanien. Die Offshore-Aktivitäten wurden an den bisher von Siemens Wind Power genutzten Standorten in Hamburg und Vejle gebündelt.
Der Siemens-Aufsichtsrat hat dem Kauf des Aktienpakets von 8,1 Prozent an Siemens Gamesa in seiner regulären Sitzung am 4. Februar 2020 zugestimmt und Siemens hat alle von Iberdrola gehaltenen SGRE-Anteile zum Kaufpreis von 20,00 Euro pro Aktie übernommen, das entspricht einem Gesamtbetrag in Höhe von 1,1 Milliarden Euro. Alle Rechtsstreitigkeiten zwischen Iberdrola und Siemens werden beigelegt.

## Anteilseigner
| Anteil | Anteilseigner |
| ------ | ------------- |
| 67,1 % | Siemens       |
| 32,9 % | Streubesitz   |

Stand: 17. Februar 2020

## Frühere Anlagetypen

### Windenergieanlagen an Land (onshore)
Bis auf wenige Ausnahmen wurden Gamesa-Anlagen im Onshore-Bereich eingesetzt. Die Gamesa-Technologie setzt auf den Einsatz eines Getriebe in Verbindung mit einem doppelt gespeisten Asynchrongenerator.
| Anlagentyp | Nennleistung (kW) | Rotordurchmesser (m) | Bild |
| ---------- | ----------------- | -------------------- | ---- |
| G132-5.0MW | 5000              | 132                  |      |
| G128-5.0MW | 5000              | 128                  |      |
| G128-4.5MW | 4500              | 128                  |      |
| G132-3.3MW | 3300              | 132                  |      |
| G126-2.5MW | 2500–2625         | 126                  |      |
| G114-2.5MW | 2500              | 114                  |      |
| G106-2.5MW | 2500              | 106                  |      |
| G114-2.0MW | 2000              | 114                  |      |
| G97-2.0MW  | 2000              | 97                   |      |
| G90-2.0MW  | 2000              | 90                   |      |
| G87-2.0MW  | 2000              | 87                   |      |
| G83-2.0MW  | 2000              | 83                   |      |
| G80-2.0MW  | 2000              | 80                   |      |
| G66-1.65MW | 1650              | 66                   |      |
| G58-850kW  | 850               | 58                   |      |
| G52-850kW  | 850               | 52                   |      |

G114-2.0MW: Im Dezember 2014 wurde die speziell für Schwachwindstandorte konzipierte Windkraftanlage Gamesa G114-2.0MW von dem Fachmagazin Windpower Monthly zur Windkraftanlage des Jahres in der Kategorie „Onshore-Turbinen bis 2,9 MW“ ausgezeichnet.
G126-2.5MW: Im Oktober 2015 stellte Gamesa mit der G126-2.5MW eine Schwachwindkraftanlage vor, die 2017 in Serienfertigung gehen sollte. Im Dezember 2016 wurde die G126-2.5MW vom Fachmagazin Windpower Monthly zur Windkraftanlage des Jahres in der Kategorie „Onshore-Turbinen bis 2,9 MW“ ausgezeichnet.

### Windenergieanlagen auf See (offshore)
Für den Offshore-Bereich wurde aus der Windenergiesparte von AREVA in Kooperation mit Gamesa 2015 das gemeinsame Unternehmen Adwen mit Sitz in Bremerhaven gegründet. Mit der Fusion zu Siemens Gamesa wurde die Adwen-Technologie zugunsten der getriebelosen Siemens-Technologie im Herbst 2017 aufgegeben.
Gamesa-Offshore-Projekte waren:
- Im Frühjahr 2007 wurde im Hafen von Bilbao der Nearshore-Windpark El Abra in Betrieb genommen (fünf G80-2.0MW.) Die Gesamtleistung des Windparks beträgt 10 Megawatt. Die Turbinen wurden direkt an der Mole des Hafens errichtet.[21]
- Ende 2013 wurde im Hafen von Arinaga auf Gran Canaria eine G128-5.0MW errichtet.
- Im Jahr 2018 wurde die erste schwimmende Windkraftanlage in Spanien ebenfalls vor Gran Canaria errichtet. Sie trägt den Namen Elican. Zum Einsatz kam eine G132-5.0MW. Die Anlage wurde auf einer neuartigen Turmbauart installiert.[22]

| Anlagentyp           | AD 5-116 | AD 5-135 | AD 8-180 |
| -------------------- | -------- | -------- | -------- |
| Nennleistung (kW)    | 5000     | 5000     | 8000     |
| Rotordurchmesser (m) | 116      | 135      | 180      |
| Bild                 |          |          |          |

Offshore-Windparks mit Adwen-Windkraftanlagen und AREVA Wind-Technologie:
- alpha ventus: 6 × AREVA Wind Multibrid M5000
- Global Tech I 80 × AREVA Wind Multibrid M5000
- Trianel Windpark Borkum 40 × Adwen AD 5-116
- Offshore-Windpark Wikinger 70 × Adwen AD 5-135

Am 21. Juni 2016 haben Adwen und Zulieferer LM Wind Power das mit 88,4 Meter seinerzeit längste Rotorblatt der Welt für die Adwen AD 8-180 vorgestellt. Der einzige Prototyp der AD 8-180 mit 8 MW Nennleistung und 180 Meter Rotordurchmesser wurde im Frühjahr 2017 auf dem stillgelegten Verkehrslandeplatz Bremerhaven-Luneort errichtet und im Juli 2017 in Betrieb genommen. Der Betrieb des Prototyps wird als Forschungsprojekt durch das Fraunhofer IWES begleitet und vom Bundesministerium für Wirtschaft und Energie gefördert.